# Едуар Менетрие
Едуар Менетрие (на френски: Édouard Ménétries) е френски ентомолог, работил през голяма част от живота си в Русия. Голяма част от изследванията му са върху пеперудите и твърдокрилите.

## Биография
Менетрие е роден през 1802 година в Париж, където учи при Жорж Кювие и Пиер Андре Латрей. По тяхна препоръка е назначен за зоолог на руска експедиция до Бразилия през 1822. След завръщането си става уредник на зоологическата сбирка в Санкт Петербург. През 1829 е изпратен на изследователско пътуване в района на Кавказ.